# Добролюбский, Андрей Олегович
Андре́й Оле́гович Добролю́бский (18 апреля 1949, Одесса — 28 сентября 2023, Одесса) — советский и украинский археолог, доктор исторических наук (1992), профессор.

## Биография
Родился 18 апреля 1949 года в Одессе в семье химика, профессора Олега Константиновича Добролюбского (1915—1987) и кандидата химических наук Марии Гавриловны Добролюбской (урождённой Фукс, 1913—1998), доцента Одесского инженерно-строительного института. Внук историка Константина Павловича Добролюбского (1885—1953).
Окончил исторический факультет Одесского университета (1971) и аспирантуру по кафедре истории древнего мира и средних веков (1976) под рук. проф. П. О. Карышковского.
Работал научным сотрудником Института археологии НАН Украины (1976—1986); зав. сектором археологии Управления культуры Одесского облисполкома (1986—1989); руководителем археологической экспедиции ЮНЕСКО-ICOM (1989—1992).
С 1992 г. работал в Южноукраинском национальном педагогическом университете, г. Одесса: доцент (1992—1995), профессор (с 1995), зав. кафедрой истории Украины (1997—2000), профессор кафедры всемирной истории (с 2001), зав. кафедрой всемирной истории (с 2008), зав. кафедрой истории Украины (с 2014). С 2016 года — профессор кафедры истории Украины.
Избран профессором кафедры истории Украины Херсонского государственного университета (1997), профессором кафедры истории мировых цивилизаций университета «Высшая антропологическая школа» (Молдова, Кишинёв).
В 1981 г. защитил кандидатскую диссертацию «Кочевники IX—XIV вв. на западе степного Причерноморья» (Киев: Институт археологии НАН Украины),
В 1992 — докторскую диссертацию «Кочевники на западе причерноморских степей в X—XVIII вв. (историко-археологическое исследование)» (Санкт-Петербург, Институт истории материальной культуры РАН, 1991).
Сестра — Ксения Олеговна Добролюбская (1943—1994), переводчик художественной прозы с французского языка.
Скончался 28 сентября 2023 года, в Одессе. Прах захоронен на  Втором христианском кладбище.

## Основные направления исследований
- история,
- археология,
- краеведение Северного Причерноморья,
- теория и методика археологии,
- проблемы номадизма,
- этнической и социальной истории и хронологии,
- античная археология,
- археология «свежих памятников»,
- философия истории,
- культурная антропология,
- историко-археологические исследования Одессы, Херсона, Измаила и т. п.

## Научная деятельность
50 лет археологической работы на Украине, в Молдове, Средней Азии, на Северном Кавказе; специалист по раскопкам курганов, памятников античного времени и средневековья, современных городов Причерноморья.
Руководитель археологических экспедиций: Чуфут-Кале (Бахчисарай, Крым), Измаильская крепость, Зильга (Осетия) по программе ЮНЕСКО «Великий Шелковый Путь».
Руководитель археологических раскопок в Одессе и Херсоне (1995—2006).
Преподаватель курсов: «История Украины», «Философия истории», «Археология Украины», «Этнография Украины», «Этнология», «Историческое краеведение», «Народоведение», «История средних веков», «Историко-культурная антропология», «Этология человека», спецкурсов по этнокультурной истории Южной Украины.
Председатель Черноморской Ассоциации археологов и любителей древности, г. Одесса.
Почетный доктор Эрджийского университета (г. Кайсери, Турция, 1991).
Занесен в Dictionary of International Biography. Who’s Who of Intellectuals (11-th Edition. Cambridge, 1994).
Академик АН Высшей школы Украины (2005).
Мастер спорта СССР по плаванию, 1965.
Отличник ВВС по боевой и политической подготовке, 1972.
Вице-президент Одесского общества защиты прав кошек «Пушистая грация», 1994.
Сопредседатель Одесского клуба городских сумасшедших, 1995.

## Статьи и книги
1. Добролюбский А. 11542? // Комсомольська іскра. — Одеса, 1.02.1967.
2. Добролюбский А. Роман археології // Комсомольська іскра. — Одеса, 1.03.1967.
3. Добролюбский А. О. К вопросу об изменениях в социальной структуре французского общества в первой половине XVII века // Тезисы докладов ІІІ Всесоюзной конференции студентов и аспирантов медиевистов. — Л.: ЛГУ, 1971. — С. 27–30.

4. Добролюбский А. О. Социальные движения на юге Франции перед Фрондой // Тезисы докладов IX Межвузовской конференции студентов и аспирантов. — Новосибирск: НГУ, 1971. — С. 40–43.

5. Добролюбский А. О. Особенности классовой борьбы в Лангедоке в первой половине XVII века // Тезисы докладов IV Всесоюзной конференции студентов и аспирантов-медиевистов. — Одесса: ОГУ, 1974. — С. 3–8.

6. Добролюбский А. О. Золотые монеты Византии из коллекции Одесского археологического музея // 150 лет ОАМ АН УССР. Тезисы докладов юбилейной конференции. — К.: Наук. думка, 1975. — С. 180–183.

7. Добролюбский А. О., Загинайло А. Г. Опыт сводного картографирования археологических памятников (на материалах юго-западных районов Одесской области) // Археологические и археографические исследования на территории южной Украины. — Киев-Одесса: Вища школа, 1976. — С. 92–112.

8. Алексеева И. Л., Дворянинов С. А., Добролюбский А. О. и др. Работы Нижнеднестровской экспедиции // Археологические открытия 1976 г. — М.: Наука, 1977. — С. 265–266.

9. Добролюбский А. О. О реконструкции социальной структуры общества кочевников средневековья по данным погребального обряда // Археологические исследования Северо-Западного Причерноморья. — К.: Наук. думка, 1978. — С. 107–119.

10. Субботин Л. В., Дзиговский А. Н., Добролюбский А. О. и др. Раскопки курганов у причерноморского озера Сасык // Археологические открытия 1978 г. — М.: Наука, 1979. — С. 373–375.

11. Добролюбский А. Об одной археологической находке на Измаильщине // Советское Подунавье. — Измаил, 17.09.1979.

12. Добролюбский А. О. Объект археологии как основа исторических реконструкций (по материалам каменных индустрий). — Диссертация… канд. ист. наук. — Киев: Архив ИА АН УССР (Деп.). — 132 с.

13. Добролюбский А. О. О структуре объекта археологической науки // Северо-Западное Причерноморье в эпоху первобытнообщинного строя. — К.: Наук. думка, 1980. — С. 127–140.

14. Добролюбский А. О. Кочевники на западе степного Причерноморья в золотоордынское время // Археологические исследования на Украине в 1978—1979 гг. Тезисы докладов ХVІІІ конференции ИА АН УССР. — Днепропетровск, 1980. — С. 173–174.

15. Добролюбский А. О. Кочевники конца XI-XIV вв. на западе степного Причерноморья (проблемы этнического и социального развития по археологическим данным). — Автореф. дисс. …канд. ист. наук. — Киев: ИА АН УССР, 1981. — 18 с.

16. Добролюбский А. О., Дзиговский А. Н. Памятники кочевников IX-XIV вв. на западе причерноморских степей (материалы к археологической карте) // Памятники древних культур Северо-Западного Причерноморья. — К.: Наук. думка, 1981. — С. 134–144.

17. Добролюбский А. О. Погребение кочевника у села Плавни // Древности Северо-Западного Причерноморья. — Киев: Наукова думка, 1982. — С. 131–134.

18. Добролюбский А. О. О принципах социологической реконструкции по данным погребального обряда // Теория и методы археологических исследований. — К.: Наук. думка, 1982. — С. 54–68.

19. Добролюбский А. О., Субботин Л. В. Погребение средневекового кочевника у села Траповка // Памятники римского и средневекового времени в Северо-Западном Причерноморье. — К.: Наук.думка, 1982. — С. 168–173.

20. Добролюбский А. О. Характеристика теоретических разработок в зарубежной дескриптивной археологии // Новые методы археологических исследований. — К.: Наук. думка, 1982. — С. 61–73.

21. Добролюбский А. О. Этнический состав кочевого населения Северо-Западного Причерноморья в золотоордынское время // Памятники римского и средневекового времени в Северо-Западном Причерноморье. — К.: Наук. думка, 1982. — С. 28–39.

22. Добролюбский А. Степная амазонка // Вечерняя Одесса. — 4.12.1982.

23. Добролюбський А. О., Столярик О. С. Візантійські монети в кочівницькому похованні ХІІ ст. в міжріччі Дністра та Дунаю // Археологія. — 1983. — № 4. — С. 71–75.

24. Добролюбский А. Посмертная драма монгольского эмира // Вечерняя Одесса. — 29.10.1983.

25. Добролюбский А. Встреча с гунном // Вечерняя Одесса. — 14.11.1983.

26. Добролюбский А. О. Древности средневековых кочевников в Нижнем Поднестровье (материалы раскопок И. Я. Стемпковского) // Курганы в зонах новостроек Молдавии. — Кишинев: Штиинца, 1984. — С. 153–174.

27. Добролюбский А. О. К проблеме этнической атрибуции и датировки погребений средневековых кочевников в причерноморских степях // Северное Причерноморье (материалы по археологии). — К.: Наукова думка, 1984. — С. 73–80.

28. Добролюбский А. О чём рассказал кошелек с деньгами // Вечерняя Одесса. — 19.05.1984.

29. Андрух С. И., Добролюбский А. О., Тощев Г. Н. Курганы у села Плавни в низовьях Дуная (монография). — Одесса: ОГУ, 1985 (депонирована в ИНИОН АН СССР от 13.06.1985). — 21110. — Деп. — 156 с.

30. Добролюбский А. О. Вопросы археологического изучения средневековья Молдавии // Археологические исследования средневековых памятников в Днестровско-Прутском междуречье. — Кишинев: Штиинца, 1985. — С. 189–197.

31. Добролюбский А. О. Могильники средневековых кочевников в междуречье Днестра и Дуная // Исследования археологических памятников в Северо-Западном Причерноморье. — К.: Наук. думка, 1985. — С. 85–92.

32. Добролюбский А. О., Руссев Н. Д. Новые аспекты в изучении кочевнических древностей на западе Золотой Орды // Археологические исследования средневековых памятников в Днестровско-Прутском междуречье. — Кишинев: Штиинца, 1985. — С. 59–66.

33. Добролюбский А. О. Критический обзор основных концептуальных представлений в современной зарубежной археологии // Археология и методы исторических реконструкций. — К.: Наук. думка, 1985. — С. 106–119.

34. Добролюбский А. О. Кочевники Северо-Западного Причерноморья в эпоху средневековья. — К.: Наук. думка, 1986. — 140 с.

35. Добролюбский А. Посмертное бракосочетание // Вечерняя Одесса. — 8.01.1986.

36. Добролюбский А. Рассказ медной монетки // Вечерняя Одесса. — 3.04.1986.

37. Добролюбский А. О., Руссев Н. Д. Кочевое и оседлое население Северо-Западного Причерноморья в X-XIV вв. // Исследования по археологии Северо-Западного Причерноморья. — К.: Наук. думка, 1986. — С. 177–184.

38. Добролюбский А. О., Субботин Л. В., Сегеда С. П. Золотоордынское погребение у Дуная (к истории кочевого населения Северо-Западного Причерноморья в XIV в.) // Днестро-Дунайское междуречье в І — начале ІІ тысячелетия н. э. — К.: Наук. думка, 1987. — С. 84–93.

39. Добролюбский А. О. К проблеме изучения идеологии в погребальной обрядности // Религиозные представления в первобытном обществе. Тезисы докладов конференции. — М.: ИНИОН, 1987. — С. 27–30.

40. Добролюбский А. О. Обзор археологических интерпретаций погребальной обрядности (к истории вопроса в англоязычной археологической литературе) // Исследование социально-исторических проблем в археологии. — К.: Наук. думка, 1987. — С. 107–118.

41. Добролюбский А. Хаджибей на службе султана // Вечерняя Одесса. — 16.05.1987.

42. Добролюбский А. Трагедия Джинестры // Вечерняя Одесса. — 10.10.1987.

43. Добролюбский А. Битва на Куяльнике // Вечерняя Одесса. — 28.11.1987.

44. Добролюбский А. Ну негаць археоложия! // Молдова сочиалистэ. — 2.12.1987.

45. Добролюбський А. О., Островерхов А. С. Посмерні заручини // Наука і суспільство. — 1988. — № 2. — С. 51–55.

46. Добролюбский А. О., Смирнов И. А. Ногайцы Приазовья и Причерноморья в XV-XVI вв. // Организация археологических экспедиций с участием школьников. Тезисы докладов семинара. — Донецк, 1988. — С. 34–35.

47. Добролюбский А. О., Субботин Л. В., Сегеда С. П. Погребальные памятники Буджакской орды // Средневековые памятники Днестровско-Прутского междуречья. — Кишинев: Штиинца, 1988. — С. 131–144.

48. Бачинский А. Д., Добролюбский А. О. Буджакская орда в XVI-XVII вв. (историко-археологический очерк) // Социально-экономическая и политическая история Молдавии периода феодализма. — Кишинев: Штиинца, 1988. — С. 82–94.

49. Добролюбский А. О. О наименовании Кучугурского городища в 60-х гг. XIV в. // Международные связи в средневековой Европе. Тезисы докладов семинара. — Запорожье: ЗГУ, 1988. — С. 51–53.

50. Добролюбский А. О., Смирнов И. А. Материалы к истории изгнания ногайских кочевников из Причерноморья и Приазовья (конец ХVІІІ — начало XIX вв. // Проблемы охраны и исследования памятников археологии в Донбассе. Тезисы докладов конференции. — Донецк, 1989. — С. 173–175.

51. Добролюбский А. О., Штербуль Н. А. Новые памятники по истории Нижнего Подунавья XV-XVI вв. // Воспитание историей. Тезисы 1-й областной научно-практической конференции, посвященной 200-летию Одессы. — Одесса, 1989. — С. 95–96 (переизд.: Историческое краеведение Одесщины. — 1. — Одесса, 1992).

52. Добролюбский А. О. Тайны причерноморских курганов. — Одесса: Маяк, 1989. — 220 с.

53. Добролюбский А. О. Политическое положение Болгарии после восстания Ивайла // Древнее Причерноморье. І Чтения памяти проф. П. О. Карышковского. — Одесса, 1989. — С. 25–27.

54. Добролюбский А. О. Особенности урбанизационных процессов в Северо-Западном Причерноморье в средние века // Зоны и этапы урбанизации. Тезисы докладов конференции. — Ташкент: Фан, 1989. — С. 82–83.

55. Добролюбский А. О. О меняющихся западных пределах Золотой Орды в первой половине XIV в. // І Чтения памяти А. И. Доватура. Тезисы докладов семинара. — Рени, 1989. — С. 100–101.

56. Добролюбський А. О., Смирнов І. О. Ногайці Нижнього Побужжя в XV-ХVІІ ст. // ІV Республіканська конференція з історичного краєзнавства. Тези доповідей. — Київ, 1989. — С. 647–648.

57. Добролюбский А. О. Кочевники на юго-западе СССР в X—XVIII вв. — Автореферат дисс. …доктора исторических наук. — М.: МГУ, 1989. — 28 с.

58. Добролюбский А. Чтения памяти профессора П. О. Карышковского // Вечерняя Одесса. — 18.03.1989.

59. Добролюбский А. О., Столярик Е. С. І Всесоюзные чтения памяти проф. П. О. Карышковского // Вестник древней истории. — № 4. — 1989. — С. 198–200.

60. Добролюбский А. О. Евразийская трактовка взаимоотношений славян и кочевников // Охорона і дослідження пам’яток археології Полтавщини. Тези доповідей семінару. — Полтава, 1990. — С. 161–162.

61. Добролюбский А. Запорожские казаки в Измаиле // Вечерняя Одесса. — 6.01.1990.

62. Добролюбский А. Последние кочевники на Одесщине // Вечерняя Одесса. — 16.06.1990.

63. Добролюбский А. О., Новицкий Е. Ю. Новые материалы к археологии степей Нижнего Подунавья // Проблемы археологии Северного Причерноморья (к 100-летию Херсонского музея древностей). — Тезисы докладов конференции. — Ч. 3. — Херсон, 1990. — С. 33–34.

64. Добролюбский А. О., Поломарев В. М. Археологические материалы к истории походов украинского казачества в Подунавье в последней трети XVI в. // Проблемы исследования памятников археологии Северского Донца. Тезисы докладов конфереции. — Луганск, 1990. — С. 130–131.

65. Бачинский А. Д., Добролюбский А. О. Конец Буджакской орды (по монетным находкам в погребальном инвентаре могильника у с. Бурсучень) // Нумизматические исследования по истории Юго-Восточной Европы. — Кишинев: Штиинца, 1990. — С. 208–222.

66. Добролюбский А. О., Кожокару В. М. Молдавский средневековый поселок Рошкань на Нижнем Дунае // Охранные историко-археологические исследования на юго-западе Украины. Вестник Черноморской ассоциации археологов и любителей древности. — 1. — Одесса-Запорожье, 1990. — С. 156–167.

67. Добролюбский А. О., Дынник И. Н. Первые наблюдения над стратиграфией турецкого Измаила // Охранные историко-археологические исследования на юго-западе Украины. Вестник Черноморской ассоциации археологов и любителей древности. — 1. — Одесса-Запорожье, 1990. — С. 168–177.

68. Добролюбский А. О. Стратиграфия турецкого Измаила и её исторический комментарий // Проблемы истории и археологии Нижнего Поднестровья. Тезисы докладов конференции. — 1. — Б.-Днестровский, 1991. — С. 118–120 (переизд.: Историческое краеведение Одесщины. — 1. — 1992).

69. Добролюбский А. О. Черные клобуки в Поднестровье и Побужье // Древности степного Причерноморья и Крыма. — 1. — Запорожье, 1991. — С. 153–159.

70. Добролюбский А. О., Смирнов И. А. К вопросу изучения средневекового номадизма в Северном Причерноморье // Международные связи в средневековой Европе. Тезисы докладов семинара. — 2. — Запорожье: ЗГУ, 1991. — С. 3–4.

71. Добролюбский А. О. О печенежском набеге на Киев в 989 г. // Древнее Причерноморье. ІІ Чтения памяти проф. П. О. Карышковского. — Тезисы докладов конференции. — Одесса: ОГУ, 1991. — С. 33–34.

72. Добролюбский А. О., Гребенников Ю. С. Группа памятников кочевой знати первой половины XIV в. в Северо-Западном Причерноморье // Древности юго-запада СССР (І — середина ІІ тыс. н. э.). — Кишинев: Штиинца, 1991. — С. 224–240.

73. Добролюбский А. О. Материалы к изучению этногенеза и истории кочевников Северо-Западного Причерноморья в X-XIV вв. // Российский этнограф. Этнологический альманах. № 17. — Гагаузы. Исследования и материалы. — М., 1993. — С. 179–183.

74. Добролюбский А. О. Кочевой мир и население юго-восточного Прикарпатья в средние века (типология взаимодействия) // Археология и история Нижнего Подунавья. ІІ Чтения памяти проф. А. И. Доватура. Тезисы докладов семинара. — Рени, 1991. — С. 50–52.

75. Добролюбский А. О., Дынник И. Н. Археологические следы штурма Измаила казаками Наливайко // Вестник краеведа. — 2. — Запорожье, 1991. — С. 10–11.

76. Добролюбский А. О. В поисках неуловимого предмета археологии // Древности степного Причерноморья и Крыма. — 2. — Запорожье: ЗГУ, 1991. — С. 14–18.

77. Dobroljubsky A. Karadeniz’in kuzeyinde yapılan kazılarda bulunan Türk eserleri ile ilgili tebliğ // Türk Dünyasınının Sosyal, Kültürel ve Ekonomik İlişkileri Kurultayı. — Erciyes Üniversitesi Yayinlari. — 20. — Kayseri, 1991. — S. 42–44.

78. Добролюбский А. О. К истории Хаджибея // Тезисы II областной научно-практической историко-краеведческой конференции, посвященной 200-летию основания Одессы. — Одесса, 1991. — С. 72–73.

79. Добролюбский А. О. Кочевники на западе причерноморских степей в X—XVIII веках (историко-археологическое исследование). — Автореферат дисс. …доктора исторических наук. — Санкт-Петербург: ИИМК РАН, 1991. — 34 с.

80. Добролюбский А. Кем были бастарны? // Вечерняя Одесса. — 8.02.1991.

81. Добролюбский А. Походы Буребисты // Вечерняя Одесса. — 22.02.1991.

82. Добролюбский А. Драматическая судьба поселка Рошкань // Вечерняя Одесса. — 18.04.1991.

83. Добролюбский А. Тюркский мир Причерноморья // Вечерняя Одесса. — 22.11.1991.

84. Добролюбский А. О. Западный причерноморский участок Великого Шелкового пути в первой половине XIV века // Степи Восточной Европы во взаимосвязи Востока и Запада в средневековье. Тезисы доклада международного научного семинара ЮНЕСКО. — Донецк, 1992. — С. 92–94.

85. Добролюбский А. О. Ритмы взаимодействия кочевых и земледельческих общностей на западе степного Причерноморья в средние века // Северо-Западное Причерноморье. Ритмы культурогенеза. Тезисы докладов семинара ИИМК РАН и ОАМ НАНУ. — Одесса, 1992. — С. 61–62.

86. Добролюбский А. Кто такие караимы? // Одесский весник. — 27.05.1993.

87. Добролюбский А. Юго-запад Украины: судьбы народов // Одесский вестник. — 28.08.1993 и 18.09.1993.

88. Бачинский А. Д., Добролюбский А. О., Новицкий Е. Ю. Книга для чтения по истории Одесщины (с древнейших времен до начала XIX века). — Вып. 1. — Одесса: облуно, 1992. — 80 с.

89. Добролюбский А. О. Великий Шелковый путь в Причерноморье в эпоху средневековья // Древнее Причерноморье. Краткие сообщения Одесского археологического общества. — Одесса, 1993. — С. 127–129.

90. Добролюбський А. О., Островерхов А. С. Парне поховання золотоординського часу на р. Кодима // Археологія Південного заходу України. — Київ: Наук. думка, 1993. — С. 117–128.

91. Добролюбський А. О. Південний захід України як особливий історико-культурний регіон // Теорія, методика і практика викладання історії та географії (Етнос. Територія. Державність). Матеріали доповідей та виступів на обласній науково-практичній конференції Одеського інституту удосконалення вчителів. — Одеса, 1993. — С. 26–30.

92. Добролюбский А. О. О раскопках экспедиции национального комитета ЮНЕСКО «Великий Шелковый путь» на городище Чуфут-Кале в 1991 г. // Археологічні дослідження в Україні 1991 року. — Луцьк, 1993. — С. 27–29.

93. Добролюбский А. О. Материалы к изучению этногенеза и истории кочевников Северо-Западного Причерноморья в X—XIV веках // Российский этнограф. Этнологический альманах. Антропология. Культурология. Социология. — Гагаузы. Исследования и материалы. — Москва, 1993. — С. 179–183.

94. Добролюбский А. О. Юго-запад Украины как особый историко-культурный регион // Древнее Причерноморье. Краткие сообщения Одесского археологического общества. — 2. — Одесса, 1994. — С. 86–90.

95. Добролюбский А. О., Новицкий Е. Ю. О семиотическом статусе вещей в погребениях эпохи бронзы // Древнейшие общности земледельцев и скотоводов Северного Причерноморья в V тыс. до н. э. — V в. н. э. — Тирасполь, 1994. — С. 112–113.

96. Добролюбський А. О., Смірнов І. О. Виникнення та загибель улуса Ногая // Тези доповідей та повідомлень науково-практичної конференції, присвяченої 80-річчю Миколаївського педагогічного інституту. — Ч. 6. — Миколаїв, 1994. — С. 30–31.

97. Добролюбский А. О., Гизер С. Н. Где была Ени-Дунья? // Одесі — 200. Матеріали міжнародної науково-теоретичної конференції, присвяченої 200-річчю міста. — Одеса, 1994. — С. 172–174.

98. Добролюбский А. О. Население «Новоприобретенной области» перед строительством Одессы // Одесі — 200. Матеріали міжнародної науково-теоретичної конференції, присвяченої 200-річчю міста. — Одеса, 1994. — С. 142–144.

99. Добролюбський А. О. Печеніги в Ателькузі // Проблеми та перспективи розвитку мов та культур національних меншин півдня України. Тези доповідей конференції. — Одеса, 1994. — С. 6–8.

100. Добролюбский А. Исторические миражи Хаджибея-Коцюбиева // Одесский вестник. — 26.02.1994.

101. Добролюбский А. Музей Придунавья нужно сберечь // Одесские известия. — 12.04.1995.

102. Добролюбський А. О., Кашарайло І. Є. Руське літописання про кочові народи Східної Європи в VІІ-Х ст. // Міжпредметні зв’язки історії і літератури. Матеріали виступів на обласній науково-практичній конференції Одеського інституту удосконалення вчителів. — Одеса, 1995. — С. 53–57.

103. Добролюбский А. О., Смирнов И. А. Торки и половцы в Северо-Западном Причерноморье во второй половине XI в. // І областная научно-краеведческая конференция «История. Этнография. Культура. Новые исследования». — Николаев: НГПИ, 1995. — С. 46–49.

104. Добролюбский А. О., Смирнов И. А. Северо-Западное Причерноморье в золотоордынское время (общая оценка проблематики) // Тези доповідей та повідомлень 1-ї Миколаївської краєзнавчої конференції, присвяченої 50-річчю Великої Перемоги. — Миколаїв: МДПІ, 1995. — С. 31–34.

105. Субботин Л. В., Добролюбский А. О., Тощев Г. Н. Памятники эпохи бронзы курганного могильника Градешка // Древности степного Причерноморья и Крыма. — 5. — Запорожье: ЗГУ, 1995. — С. 109–126.

106. Добролюбский А. О., Губарь О. И., Чумак В. М. Археологическая Одесса. Опыт историко-педагогического изучения // Роль музеев в развитии исторического краеведения в городе Одессе и крае. Тезисы докладов научно-теоретической конференции, посвященной 40-летию Одесского историко-краеведческого музея. — Одесса: ОИКМ, 1996. — С. 8–11.

107. Добролюбский А. О. Археологические памятники тюркских народов в Северо-Западном Причерноморье // Проблемы этногенеза гагаузов. — Кишинев: Штиинца, 1996. — С. 20–56.

108. Добролюбский А. О., Красножон А. В. Древняя Истрия на месте Одессы // Роль музеев в развитии исторического краеведения в городе Одессе и крае. Тезисы докладов научно-теоретической конференции, посвященной 40-летию Одесского историко-краеведческого музея. — Одесса, 1996. — С. 12–14.

109. Добролюбский А. О., Красножон А. В. Античная Одесса под знаком Диоскуров // Історичний досвід та сучасність. Тези та доповіді наукової студентської конференції. — Одеса: ПДПУ, 1996. — С. 29–31.

110. Губарь О. И., Добролюбский А. О. Ритуал основания Одессы // Роль музеев в развитии исторического краеведения в городе Одессе и крае. Тезисы докладов научно-теоретической конференции, посвященной 40-летию Одесского историко-краеведческого музея. — Одесса: ОИКМ, 1996. — С. 17.

111. Добролюбский А. О., Сокерина И. А. Археологическая Одесса // Історичний досвід і сучасність. Тези та доповіді наукової студентської конференції. — Одеса: ПДПУ, 1996. — С. 2–5, 37–41.

112. Губарь О. И., Добролюбский А. О. Культурный слой Одессы как модель личности Петра Осиповича Карышковского // Древнее Причерноморье. ІІІ Чтения памяти проф. П. О. Карышковского. Тезисы докладов юбилейной конференции. — Одесса: ОГУ, 1996. — С. 35–37.

113. Добролюбский А., Губарь О. Античная Одесса // Вестник региона. — 2.03.1996 (соавтор О. Губарь).

114. Добролюбский А., Губарь О. Античная Одесса (памяти проф. П. О. Карышковского) // Одесский университет. — 6.04.1996 (соавтор О. Губарь).

115. Добролюбский А. О., Смирнов И. А. Конец золотоордынского владычества в Северо-Западном Причерноморье // Древнее Причерноморье. III Чтения памяти проф. П. О. Карышковского. Тезисы докладов юбилейной конференции. — Одесса: ОГУ, 1996. — С. 42–43.

116. Добролюбский А. О., Смирнов И. А. Восточные славяне и печенеги в IX-XI вв. // Слов’янська культурна спадщина: проблеми теоретичного осмислення та практичного збереження. Науково-методичний збірник. — Миколаїв, 1996. — С. 12–14.

117. Добролюбский А. О. Античная Одесса под знаком Диоскуров // Міжнародні зв’язки народів Європи. Матеріали наукової конференції, секції ІІІ, ІV. — Запоріжжя, 1996. — С. 157–159.

118. Добролюбский А. О. Как Де Рибас с казаками Измаил взяли // Одесса. — № 3. — 1997. — С. 24–26.

119. Добролюбський А. О., Смирнов І. О. Утворення Буджацької орди // Заселення Півдня України: проблеми національного та культурного розвитку. Наукові доповіді Міжнародної науково-методичної конференції. — Херсон: ХДПУ, 1997. — С. 89–90.

120. Добролюбский А. О., Добролюбская Ю. А. О «мальтийской» ментальности черноморских казаков // Запорозьке козацтво в пам’ятках історії та культури. Матеріали міжнародної науково-практичної конференції. Секція ІІІ, ІV, V. — Запоріжжя: РА «Тандем-У», 1997. — С. 28–33.

121. Добролюбский А. О. История заселения Одесщини с древнейших времен до XX века // Конституція України та відродження культури національних меншин Одещини. Матеріали науково-практичної конференції ОДНБ ім. М. Горького, 12–13 червня. — Одеса, 1997. — С. (0.5 д. а.).

122. Добролюбский А. О., Красножон А. В. Древнегреческий город — Гавань Истриан — на месте Одессы // Археологические изыскания. — Вып. 42. — Новые исследования археологов России и СНГ. Материалы Пленума ИИМК РАН. — СПб, 1997. — С. 91–94.

123. Добролюбский А. О. В поисках античной Одессы // Вестник региона. — № 1–8. — 1997 (4,5 а. л.).

124. Добролюбський А. О., Красножон А. В. Гавань Істріан — античний попередник Одеси // Науковий вісник Південноукраїнського державного педагогічного університету. — Вип. 1. — Одеса: Вість, 1997. — С. 13–16.

125. Добролюбский А. О., Красножон А. В., Секерская Е. П. Новые археологические материалы из раскопок на Приморском бульваре в Одессе // Чобручский археологический комплекс и вопросы взаимовлияния античной и варварской культур (IV в. до н. э. — IV в. н. э.). Материалы полевого семинара. — Тирасполь, 1997. — С. 10–12.

126. Добролюбский А. О. Введение к учебнику: Мохненко С. С. «Новая историческая наука». — Херсон, 1997. — С. 4–7.

127. Добролюбский А. О. Турецкая поливная керамика второй половины XVIII в. в Северо-Западном Причерноморье (проблема датировки) // Историко-культурные связи Причерноморья и Средиземноморья X-XVIII вв. по материалам поливной керамики. — Ялта, Симферополь, Крым. Фил. ИА НАНУ, 25-29 мая 1998 года. — С. 92–94.

128. Добролюбский А. О. Хазарский каганат. Мадьярские ханы. Печенеги. Половецкие ханы. Крымское ханство // Правители Европы. Энциклопедический словарь-справочник. — Одесса: Полис, 1998. — С. 236, 459–462, 465–469 (5 хронологических сводок).

129. Добролюбский А. О. Причудливая судьба остатков Хаджибея // Restoration. Reconstruction. Urboecology. Щорічник ПУВ НК ICOMOS. RUR-98. — Одеса, Б.-Дністровський, 1998. — С. 76-80.

130. Добролюбский А. В поисках античной Одессы // Вестник региона. — Одесса, № 1–8 (январь-март, 1997).

131. Добролюбский А. О., Челомбитько А. П. Одесса — город Солнца // Restoration. Reconstruction. Urboecology. Щорічник ПУВ НК ICOMOS. RUR-98. — Одеса, Б.-Дністровський, 1998. — С. 12–26.

132. Добролюбский А. О., Красножон А. В. Блуждающие гавани Истриан и Исиаков // Древнее Причерноморье. IV Чтения памяти проф. П. О. Карышковского. — Одесса: ОГУ, 1998. — С. 51–57.

133. Добролюбский А. О., Красножон А. В. Раскопки Гавани Истриан в 1997 г. // Проблемы археологии Юго-Восточной Европы. Материалы докладов конференции. — Ростов-на-Дону, 1998. — С. 97–101.

134. Добролюбський А. О., Мохненко С. С., Добролюбська Ю. А. Що таке історико-культурна антропологія? // Таврійський науковий вісник. — Вип. 5, Частина 2. — Херсон: Айлант, 1998. — С. 163–172.

135. Добролюбский А. О. Античный предшественник Одессы (Одессе — 2650 лет) // Перспективы. — Одесса, 1998. — № 3–4. — С. 122–124.

136. Добролюбский А. Город Солнца // Вестник региона. — Одесса, 30.04.1998.

137. Добролюбский А. Причудливая судьба остатков Хаджибея // Слово. — Одесса, 19.06.1998.

138. Добролюбский А. Евреи-запорожцы под стенами Хаджибея // Ор Самеах, ноябрь-1998.

139. Кавалеров А. И., Добролюбская Ю. А., Добролюбский А. О. Антропология — новая парадигма историко-культурного знания // Перспективы. — Одесса, 1998. — № 3–4. — С. 124.

140. Добролюбський А. Борісфен на місці Одеси — стародавній античний центр українського Причорномор’я // ІV Міжнародний конгрес україністів. Доповіді та повідомлення. Південь України. — Одеса, 26-29 серпня 1999 р. — С. 17–21.

141. Добролюбский А. О. В поисках античной Одессы //Stratum plus: Скифский квадрат. — 1999. — № 3. — СПб. Кишинев. Одесса. — С. 241–259.

142. Добролюбский А. О. Античные градостроительные идеи, воплощенные в планировке Одессы // Південна Україна: проблеми історичних досліджень. Збірник наукових праць. Частина ІІ. — Миколаїв, 1998. — С. 3–6.

143. Добролюбский А. Еврейские надгробия на Приморском бульваре // Слово. — Одесса, 23.04.1999.

144. Добролюбский А. Еврейские надгробия на Приморском бульваре // Шомрей Шабос. — 30 апреля, 1999.

145. Добролюбський А. О., Добролюбська Ю. А. Антропологічна методологія дослідження матеріальної цивілізації в працях Фернана Броделя // Південий Архів (історичні науки). — Випуск 2. — Херсон: ХДПУ, 1999. — С. 102–107.

146. Добролюбский А. О., Красножон А. В. Новые данные о Борисфене // 60 лет кафедре археологии МГУ им. М. В. Ломоносова. Тезисы докладов юбилейной конференции, посвященной 60-летию кафедры археологии исторического факультета МГУ. — М., 1999. — С. 127–131.

147. Добролюбский А. О. Одесса: археология имени // Неславянское в славянском мире. Stratum plus. 1999. — № 5. — СПб, Кишинев. Одесса. — С. 445–464.

148. Добролюбская Ю. А., Добролюбский А. О. «Храни меня, мой талисман…» // Время денег. Stratum plus. 1999. — № 6. — СПб, Кишинев, Одесса. — С. 334–336.

149. Добролюбский А., Челомбитько А. Город Солнца // Ланжерон-холл. — Одесса, июнь-1999. — С. 6–7.

150. Добролюбский А., Донцова Т. В поисках далекой Молдаванки // Слово. — № 49. — Одесса, 3.12.1999.

151. Добролюбский А., Иохвидова А. От дня основания Одессы — в глубь веков. — «Наш взгляд», № 65, 2 февраля 1999 г., Торонто, Канада. С. 22–24.

152. Добролюбский А., Иохвидова А. Мы вновь на Дерибасовской. —"Наш взгляд", № 66, 16 февраля 1999 г., Торонто, Канада. С. 22–24.

153. Добролюбский А. Одиссея Иосифа де Рибаса // Адмирал Де Рибас в документах, письмах и воспоминаниях современников. — Одесса, 2000. — С. 115–142.

154. Добролюбский А. О., Мохненко С. С., Добролюбская Ю. А. Школа «Анналов» — «новая историческая наука». Учебник. — Одесса-Херсон-Москва, 2000. — 190 с.

155. Добролюбский А. О. Великое перерождение народов // А. Т. Фоменко, Г. В. Носовский. «Реконструкция всеобщей истории. Исследования 1999—2000 гг.». — М.: Деловой экспресс, 2000. — С. 547–562 (Приложение IV).

156. Добролюбский А. О. Марк Блок и античная Одесса // Розвиток історичного мислення як засіб формування особистості, її інтелекту та творчих здібностей. Праці Всеукраїнської науково-практичної конференції 7-10 грудня, 1999. — Одеса: ОІУВ, 1999. — С. 60–64.

157. Добролюбский А. О. В поисках античной Одессы // Одесский альманах. Дерибасовская-Ришельевская. — № 2. — Одесса, 2000. — С. 24–56.

158. Добролюбский А. Евреи в составе населения греческих городов Северо-Западного Причерноморья (по материалам сероглиняной лощеной керамики) // Ор Самеах. 10.01.2001.

159. Добролюбський А. О., Сапельняк Т. І. Характерні риси історико-культурного процесу на південному заході України // Південний архів (історичні науки). — Вип. ІІІ. — Херсон: ХДПУ, 2000. — С. 46–49.

160. Добролюбський А. О., Добролюбська Ю. А. Методичні рекомендації та програма курсу «Вступ до спеціальності» (для студентів спеціальності «Історія»). — Одеса: ПДПУ, 2001. — 14 с.

161. Добролюбський А. О., Добролюбська Ю. А. Методичні рекомендації та програма курсу «Етнологія» (для студентів спеціальності «Історія»). — Одеса: ПДПУ, 2001. — 15 с.

162. Добролюбський А. О., Красножон А. В. Хаджибейський замок у археологічних залишках // Музей. Історія. Одеса. Збірник тез і повідомлень Другої науково-практичної конференції, присвяченої 45-річчю Одеського історико-краєзнавчого музею. — Одеса, 2001. — С. 92–95.

163. Добролюбський А. О., Мохненко С. С., Добролюбська Ю. А. Нариси історії «Нової історичної науки». Підручник. — Одеса-Херсон, 2001. — 194 с.

164. Добролюбский А. О. Об этническом составе населения греческих городов Северо-Западного Причерноморья (по материалам сероглиняной лощеной керамики) // Боспорский феномен: колонизация региона, формирование полисов, образование государства. — СПб: ИИМК РАН, т. 2, 2001. — С. 3–6.

165. Добролюбська Ю. А., Добролюбський А. О. Методичні рекомендації. Основні вимоги до написання та оформлення курсових та дипломних робіт (для студентів спеціальності «Iсторія»). — Одеса: ПДПУ, 2002. — 11 с.

166. Добролюбский А. Одиссея Иосифа де Рибаса. Ч. 1 //Одесский альманах. Дерибасовская-Ришельевская. — № 6. — Одесса, 2001. — С. 17–35.

167. Добролюбский А. Иосиф Дерибас — дед Дерибаса // Одесский альманах. Дерибасовская-Ришельевская. — № 7. — Одесса, 2002. — С. 13–33.

168. Добролюбский А., Губарь О., Красножон А. Борисфен-Хаджибей-Одесса. — Одесса-Кишинев, 2002. — 268 с.

169. Добролюбский А. В пространстве одесских душ. Предисловие // А. Горбатюк, В. Глазырин. Юная Одесса в портретах её создателей. — Одесса: Оптимум, 2002. — С. 4–12.

170. Добролюбский А. Историю делают историки // Одесский телеграф. — № 34. — Одесса, 2002. — С. 10.

171. Добролюбский А. «Отличнейший» ученик Витрувия // Всемирные одесские новости. — № 1 (45), 2002. — С. 5.

172. Добролюбский А. Археологическая прогулка в Ришельевский лицей // Всемирные одесские новости. — № 3 (47), 2002 — С. 3.

173. Добролюбский А. Археология дома Вагнера и Ришельевского лицея // Вечерняя Одесса. — 17 августа, 2002. — Одесса.

174. Добролюбский А. О., Красножон А. В. Некрополь поселения «Приморский бульвар» в Одессе // Боспорский феномен. Вып. 2. — СПб: Государственный Эрмитаж. — 2002. — С. 18–24.

175. Добролюбский А. О., Красножон А. В. Северо-западное Причерноморье как «естественная историко-географическая структура» // Древнейшие общности земледельцев и скотоводов Северного Причерноморья (V тыс. до н. э. — V в. н. э.). — Тирасполь, 2002. — С. 22–25.

176. Добролюбский А. О., Красножон А. В. Турецкий поселок и замок Хаджибей на месте Одессы // Stratum plus. — № 5, 2000. — СПб-Кишинев-Одесса-Бухарест, 2002. — С. 459–476.

177. Добролюбский А. У колыбели Одессы. — Одесса: Optimum, 2002. — 194 с.

178. Добролюбский А., Губарь О., Красножон А. Средневековая Одесса // Одесский альманах. Дерибасовская-Ришельевская. — № 10. — Одесса, 2002. — С. 7–9.

179. Добролюбский А. О., Красножон А. В. Франц Де-Волан — первостроитель Одессы и порта // Международное морское право: история, современность, перспективы развития. Сборник научных трудов, выпуск 1. — Одесса: ОНМА, 2002. — С. 113–122.

180. Добролюбский А. О., Чолак А. С. Гагаузы. Проблемы этногенеза // Этногенез и этническая история гагаузов. Исследования и материалы. Вып. 1. — Кишинев-Этулия, 2002. — С. 149–159.

181. Добролюбский А. О. Франц де Воллан: жизнь по Витрувию // От голландского капитана до российского министра. Франц Павлович де Воллан. — СПб: Европейский Дом, 2003. — С. 140–183.

182. Добролюбский А. О. Античная Одесса. — Одесса: Optimum, 2004. — 210 с.

183. Добролюбский А. О., Красножон А. В. «Финикийский след» в греческой колонизации Северо-Западного Причерноморья (по материалам сероглиняной лощеной керамики) // Древнее Причерноморье. V Чтения памяти профессора Петра Осиповича Карышковского, 12-14 марта 2001 года. — Одесса: ОНУ, 2003. — С. 65–70.

184. Добролюбский А. О. Евреи-запорожцы под стенами Хаджибея // Stratum-plus. «Печать презренного металла». — № 6. — 2000. — СПб-Кишинев-Одесса-Бухарест. — 2004. — С. 352–365.

185. Добролюбский А. О. Одесса: археология замысла // Stratum-plus. «Славянские древности». — № 5. — 2001—2002. — СПб- Кишинев-Одесса-Бухарест. — 2004. — С. 517–540.

186. Добролюбский А. О. Из истории педагогического университета // Одесский альманах. Дерибасовская-Ришельевская. — № 18. — Одесса, 2004. — С. 8–31.

187. Добролюбский А. О. Одиссея Иосифа де-Рибаса // Одесский альманах. Дерибасовская-Ришельевская. Избранное. — Одесса, 2004. — С. 18–53.

188. Константин, Андрей и Юлия Добролюбские. Семейный архив. — Одесса: Optimum, 2004. — 226 с.

189. Добролюбский А. О., Красножон А. В. Роль Кинбурнской косы в истории навигации в Северо-Западном Причерноморье // Морское право: актуальные вопросы теории и практики. Сборник научных трудов, выпуск 2. — Одесса: ОНМА, 2005. — С. 235–239.

190. Добролюбский А. «Одиссея» Иосифа де-Рибаса // Октябрь. — № 7. — Москва, 2005. — С. 126–145.

191. Добролюбский А. О., Красножон А. В. Топохронология, стратиграфия и периодизация поселения «Приморский бульвар» в Одессе // Боспорский феномен: проблема соотношения письменных и археологических источников. Вып. 5. — СПб, 2005. — С. 172–178.

192. Добролюбский А. О., Красножон А. В. Античное поселение на Приморском бульваре в контексте палеогеографических исследований Северо-Западного Причерноморья // Древнее Причерноморье. VI Чтения памяти профессора Петра Осиповича Карышковского, 12–14 марта 2004 г. — Одесса: Астропринт, 2005. — С. 40–45.

193. Добролюбский А. Тайны одесских курганов. — Одесса: Optimum, 2005. — 220 с.

194. Добролюбський А. О. Новоросійський (Одеський) університет і античний попередник Одеси // Записки історичного факультету. — Вип. 16. — Матеріали міжнародної конференції «Історичні науки в Одеському (Новоросійському) університеті». — Одеса: Астропринт, 2005. — С. 24–29.

195. Добролюбский А. О., Красножон А. В. Следы царя Дария у дворца князя Воронцова // Древнее Причерноморье. VII Чтения памяти профессора Петра Осиповича Карышковского. — Одесса, 2006. — С. 62–67.

196. Добролюбский А. О. Античная идея Одессы // Юго-Запад. Одессика. Историко-краеведческий научный альманах. Вып. 1. — Одесса: Optimum, 2006. — С. 31–62.

197. Добролюбский А. О., Красножон А. В., Хулентий С. А. Был ли царь Дарий в Одессе? // Исторіосфера. Матеріали наукової конференції молодих вчених Південноукраїнського державного педагогічного університету ім. К. Д. Ушинського. — Одеса: ПДПУ, 2006. — С. 14–20.

198. Новицкий Е., Добролюбский А. Предыстория Одессы. Книга для чтения для учащихся общеобразовательных школ, лицеев, гимназий, колледжей, училищ. — Одеса: Optimum, 2006. — 164 с.

199. Добролюбський А. О. Буджак // Українське козацтво. Мала енциклопедія. — Запоріжжя, 2006. — С. 58–59.

200. Добролюбский А. Прогулка с Геродотом по «истинно классической» части Одессы // Юго-Запад. Одессика. Историко-краеведческий научный альманах. Вып. 2. — Одесса: Optimum, 2006. — С. 24–43.

201. Добролюбский А., Красножон А., Пронин К. Подземный ход Хаджибейского замка // Юго-Запад. ART. Вып. 1. — Одесса: Optimum, 2006. — С. 40–45.

202. Евгений Новицкий, Андрей Добролюбский. Предыстория и глава из новой книги: Женя, Джон, Джонни // Всемирные одесские новости, № 1 (61). — Одесса, 2006. — С. 3.

203. Добролюбский А., Красножон А. Царь Дарий в Северном Причерноморье // Юго-Запад. Одессика. Историко-краеведческий научный альманах. Вып. 3. — Одесса: Optimum, 2007. — С. 24–38.

204. Добролюбский А. О., Сергеенко И. С., Ориховский Т. А. Керамическая коллекция из раскопок Жеваховой горы 2006 года // Исторіосфера. Матеріали Другої наукової конференції викладачів, студентів, магістрів, аспірантів та молодих вчених історико-філологічного факультету Південноукраїнського державного педагогічного університету ім. К. Д. Ушинського. — Одеса: ПДПУ, 2007. — С. 48–57.

205. Добролюбский А., Красножон А. Древнегреческое святилище на Жеваховой горе в Одессе // Исторіосфера. Матеріали Другої наукової конференції викладачів, студентів, магістрів, аспірантів та молодих вчених історико-філологічного факультету Південноукраїнського державного педагогічного університету ім. К. Д. Ушинського. — Одеса: ПДПУ, 2007. — С. 58–66.

206. Добролюбский А., Красножон А. Подземные тайны Одессы. — Одесса: Optimum, 2007. — 230 с.

207. Південноукраїнський державний педагогічний університет ім. К. Д. Ушинського (1817—2007) /Авт.: О. Я. Чебикін, І. А. Болдирєв, А. О. Добролюбський, Ю. А. Добролюбська, О. А. Листопад. — Одеса: Друкарський дім, Фаворит, 2007. — 240 с.

208. Добролюбский А., Красножон А. Огненный алтарь на Жеваховой горе в Одессе // Юго-Запад. Одессика. Историко-краеведческий научный альманах. Вып. 4. — Одесса: Optimum, 2007. — С. 16–23.

209. Добролюбский А. О., Красножон А. В. Древнегреческое святилище на Жеваховой горе в Одессе // Боспорский феномен. Сакральный смысл региона, памятников, находок. — СПб: Государственный Эрмитаж, 2007. — С. 88–94.

210. Добролюбская Ю., Добролюбский А. Из истории педагогического университета // Всемирные одесские новости. — № 1. — Одесса, 2007. — С. 5 (соавтор Ю. Добролюбская).

211. Добролюбский А. «Одиссея» Иосифа де Рибаса // Джерело. Литературно-публицистический журнал. — Одесса, 2007. — С. 26–27.

212. Красножон А. В., Добролюбский А. О. Новые данные о локализации гаваней истриан и исиаков // Древнее Причерноморье. Чтения памяти профессора П. О. Карышковского. — Выпуск VIII. — Одесса: ОНУ, ОАМ НАНУ, 2008. — С. 198–202.

213. Добролюбский А. О., Красножон А. В. Одесса — археологическое эльдорадо // Історіосфера. Матеріали Третьої наукової конференціїї викладачів, студентів, магістрів, аспірантів та молодих учених ПДПУ ім. К. Д. Ушинського. — Одеса: ПДПУ, квітень-2008. — С. 21–24.

214. Добролюбский А. К истории женского высшего образования в Одессе в ХІХ — нач. XX вв. // Юго-Запад. Одессика. Историко-краеведческий научный альманах. Вып. 7. — Одесса: Optimum, 2009. — С. 216–236.

215. Добролюбський А. О., Савченко В. А. Добролюбський Костянтин Павлович. 1885—1953 // Одеські історики. — Т. 1 (початок ХІХ — середина ХХ ст.). — Одеса: Друкарський дім, 2009. — С. 127—130.

216. Добролюбський А. О., Вегерчук С. М. Берладська Січ на Дунаї // Історіосфера. Матеріали Четвертої наукової конференціїї викладачів, студентів, магістрів, аспірантів та молодих учених ПДПУ ім. К. Д. Ушинського. — Одеса: ПДПУ, квітень-2009. — С. 78–82.

217. Добролюбский А. О. Чары Диониса и казнь царя Скила // Дерибасовская-Ришельевская. Одесский альманах (сб.), кн. 42. Всемирный клуб одесситов. — Одесса, 2010. — С. 32–63.

218. Добролюбський А. О., Смирнов I. О. Кочовики південно-західної Украіни в X–XVII століттях: монографія. — К.; Миколаів: Iліон, 2011. — 172 с.

219. Добролюбский А. Одессея одного археолога / ред.-сост. А. Красножон. — СПб: Нестор-История, 2009. — 512 с.

220. Добролюбский А. О. Сексоцентризм в культуре и философии древности // Історіосфера. Матеріали П’ятої наукової конференції викладачів, студентів, магістрів, аспірантів та молодих учених ПНПУ ім. К. Д. Ушинського. — Одеса: ПНПУ, квітень-2010. — С. 118–124.

221. Добролюбский А. О. Археология Одессы. — Одесса: Optimum, 2012. — 300 с.

222. Вища педагогічна освіта і наука України: історія, сьогодення та перспективи розвитку. Одеська область (до 195-річчя ПНПУ ім. К. Д. Ушинського. — Київ: Знання України, 2012. — 319 с. (автор розділу І (с. 15-108, та науковий консультант всього видання).

223. Добролюбский А. О. Моя Завьялова // Libra. Збірка наукових праць кафедри стародавнього світу та середніх віків / Під ред. І. В. Немченко. — Вип. ІІ. — Одеса, 2012. — С. 43–47.

224. Добролюбский А. О.  Где и когда были Джинестра с Качибеем? И где же тогда был Хаджибей? // Древнее Причерноморье. Вып. Х. / глав. ред. И. В. Немченко. — Одесса, 2013. — С. 215–219.

225. Добролюбский А. О. В поисках античного Одессоса // Лукоморье. — Вып. 5. — Одесса, 2013. — С. 367–389.

226. Добролюбский А. Одессея одного археолога. Изд. второе, переработанное и дополненное. — Киев, 2013. — 420 с., ил.

227. Добролюбский А. Ланжерон — необыкновенный и удивительный // А. И. Горбатюк. Жизнь и приключения графа и кавалера Ланжерона. — Одесса: Optimum, 2013. — С. 256–259.

228. Добролюбський А. О., Янов Д. М. Знахідки монет другої половини XIV — початку XІХ ст. на території Ізмаїла (за матеріалами колекції Ізмаїльського історико-краєзнавчого музея Придунав’я) // Записки історичного факультету ОНУ. — Випуск 24. — Одеса: ОНУ, 2013. — С. 153–162.

229. Добролюбский А. Еврейские надгробия под стенами Хаджибея // Артикль. — № 21. — Тель-Авив, 2014. — С. 126–131.

230. Добролюбский А. О. Археология Одессы. Изд. второе, переработанное и дополненное. — Одесса/Киев: видавець Олег Філюк, 2014. — 388 с., ил.

231. Добролюбский А., Пикановская Л. Археология дачи Ланжерона // Дерибасовская-Ришельевская. Одесский альманах. — № 59. — Одесса: Пласке, 2014. — С. 38–43.

232. Добролюбский А. Перстень в Богровых тонах (опыт нумизматического литературоведения). — Одесса: Всемирный клуб одесситов, 2015. — 78 с.; переизд.: // Дерибасовская-Ришельевская. Одесский альманах. — № 60. — Одесса: Пласке, 2015. — С. 33–55.

233. Добролюбский А. О. Город Витрувия и де Волана // Збереження історичної забудови центра Одеси шляхом включення до основного Списку всесвітньої спадщини ЮНЕСКО. Матеріали І Міжнародної науково-практичної конференції 26-29 січня 2015 року (Одеса-ЮНЕСКО). — Одеса: Астропринт, 2015. — С. 48-58; переизд.: // В тумане скрылась милая Одесса… Материалы Всеукраинской конференции, посвященной 220-летию Одессы. — Одесса, 2015. — С. 9–20; пререизд.: // Всемирные одесские новости. — Одесса, Всемирный клуб одесситов, 2015. — № 1. — С. 6–7.

234. Добролюбский А. Так сколько же лет Одессе? // Всемирные одесские новости. — Одесса, Всемирный клуб одесситов, 2015. — № 1. — С. 8.

235. Добролюбский А. О. Археологическое наследие Одессы // Збереження історичної забудови центра Одеси шляхом включення до основного Списку всесвітньої спадщини ЮНЕСКО. Матеріали ІІ Міжнародної науково-практичної конференції 26–29 січня 2015 року (Одеса-ЮНЕСКО). — Одеса: Астропринт, 2015. — С. 46–54.; переизд.: // Всемирные одесские новости. — Одесса, Всемирный клуб одесситов, 2015. — № 3. — С. 4.

236. Добролюбский А., Пикановская Л. Археологические поиски в песках Ланжерона // Дерибасовская-Ришельевская. Одесский альманах. — № 63. — Одесса: Пласке, 2015.

237. Добролюбський А. О., Янов Д. М. Знахідки монет другої половини XIV – початку XІХ ст. на території Ізмаїла (за матеріалами колекції Ізмаїльського історико-краєзнавчого музея Придунав’я) // Записки історичного факультету ОНУ. — Випуск 24. — Одеса: ОНУ, 2013. — С. 153–162.

238. Новицкий Е. Ю., Добролюбский А. О. Предыстория Одессы. Изд. 2-е. — Одесса, 2015. — 196 с., ил.

239. Добролюбский А. О. Находка скарабея из гематита на одесском побережье // Стародавнє Причорномор’я. — Вип. ХІ. — Одеса: ОНУ, 2016. — С. 188–195.

240. Добролюбский А. Гавань Витрувия и де Волана // Всемирные одесские новости. — Одесса: Всемирный клуб одесситов, 2016. — № 3 (95). — С. 4.

241. Добролюбский А., Пикановская Л. Пляж Ланжерон под присмотром Аполлона Врача // Дерибасовская-Ришельевская. Одесский альманах. — № 65. — Одесса: Пласке, 2016. — С. 30–38.

242. Добролюбский А., Пикановская Л. Археология Джинестры // Всемирные одесские новости. — Одесса: Всемирный клуб одесситов, 2016. — № 2 (96). — С. 6.

243. Andrey Dobrolubsky, Nadia Ieksarova, Vladimir Yeksarov. Smart port city of Odessa: brilliant embodiment of Vitruvius’ theories of beauty // Vitruvio — International Journal of Architectural Technology and Sustainability. — Vol. 1, № 1 (2016). — Universitat Politècnica de València. — Р. 1–12.

244. Добролюбский А. О. Франц де Волан — архитектор Одесского порта // Південь України у вітчизняній та європейській історії. Матеріали ІІІ Міжнародної науково-практичної конференції. 15-16 вересня 2016 року. — Одеса: Астропринт, 2016. — С. 103–112.

245. Добролюбский А., Красножон А. Подземные тайны Одессы. Изд. 2-е. — Одесса: Optimum, 2016. — 240 с.: ил.

246. Добролюбский А. Мой Жаботинский // Дерибасовская-Ришельевская. Одесский альманах. — № 67. — Одесса: Пласке, 2016. — С. 370–377.

247. Добролюбский А. Первые археологические сведения о населении Джинестры // Всемирные одесские новости. — Одесса: Всемирный клуб одесситов, 2016. — № 4 (98). — С. 8.

248. Добролюбский А. О., Шелюгин А. И. Где находилась Хаджибейская «крепостца»? // Збереження історичної забудови центра Одеси шляхом включення до основного Списку всесвітньої спадщини ЮНЕСКО. Матеріали III і IV Міжнародних науково-практичних конференцій (Одеса-ЮНЕСКО). — Одеса: Астропринт, 2016. — С. 101–108.

249. Добролюбский А. О. Археологическое открытие Джинестры // Збереження історичної забудови центра Одеси шляхом включення до основного Списку всесвітньої спадщини ЮНЕСКО. Матеріали III і IV Міжнародних науково-практичних конференцій (Одеса-ЮНЕСКО). — Одеса: Астропринт, 2016. — С. 154–158.

250. Добролюбский А. Археологические очертания Джинестры // Дерибасовская-Ришельевская. Одесский альманах. — № 68. — Одесса: Пласке, 2017. — С. 38–47.

251. Добролюбский А. От Борисфена до Одессы // Одеські вісті. — № 27 (4953). — Одеса, 15 квітня 2017.

252. Добролюбский А. Гавани дрока и лилий // Дерибасовская-Ришельевская. Одесский альманах. — № 69. — Одесса: Пласке, 2017. — С. 40–45.

253. Добролюбский А. Где же были Джинестра с Качибеем? И где в это время был Хаджибей? // Думская, 6 июня 2017.

254. Добролюбский А. Одесса, рожденная Борисфеном // Дерибасовская-Ришельевская. Одесский альманах. — № 70. — Одесса: Пласке, 2017. — С. 40–47.

255. Добролюбский А. О. Одесская научная школа высшей педагогики: два пути и три этапа развития // Концепти соціокультурної трансформації сучасного суспільства. Матеріали ІІ Міжнародної наукової конференції. — Одеса, 26-27 травня, ПНПУ, 2017. — С. 129–146.

256. Добролюбский А. О. Одесские катакомбы как уникальный историко-археологический источник // Подземные сооружения Одессы и Одесской области. Сборник материалов І Научно-практической конференции. 11-12 ноября 2017 года. — Одесса, 2017. — С. 5–8.

257. Добролюбский А. О. Остатки и следы Джинестры на одесских берегах // Стародавнє Причорномор’я. Випуск ХІІ / Голов. ред. І. В. Нємченко. — Одеса: ОНУ, 2018. — С. 19–207.

258. Добролюбский А. Имя Дрока. — Одесса: ВКО, 2018. — 100 с.

259. Добролюбский А. Имя Дрока // Дерибасовская-Ришельевская. Одесский альманах. — № 74-77. — Одесса: Пласке, 2018—2019. — Часть 1 (№ 74, 2018. — С. 54-68); Часть 2 (№ 75, 2018. — С. 41-50); Часть 3 (№ 76, 2019. — С. 42-62); Часть 4 (№ 77, 2019. — С. 32-50).

260. Добролюбский А. О. Археологическое достояние Одессы // Департамент культурного наследия города Москвы. Научно-практический семинар по сохранению, использованию, популяризации и государственной охране объектов культурного наследия им. А. Г. Векслера. Сборник материалов. — Москва, 2018. — С. 78–84.

261. Добролюбський Андрій, Смирнов Ігор. Джинестра: «археологія» імені (російською). — Εμινακο. — № 3 (23) (липень-вересень). — Т. 2. — Київ—Миколаїв, 2018. — С. 76–86.

262. Добролюбский А. Имя Дрока (полный текст). — Одесса: ВКО, 2018. — 128 с.

263. Добролюбський А. О. Нравы жителей Понта Эвксинского // Концепти соціокультурної трансформації сучасного суспільства. Матеріали ІІІ Міжнародної наукової конференції студентів, молодих вчених та науковців, 24–25 травня 2019 року. — Одеса: ПНПУ, 2019. — С. 21–23.

264. Добролюбський А. О. O tempora! O mores! (о нравах жителей «местности, занимаемой Одессой» в античные времена) // «Перспективи». Соціально-політичний журнал. Серія «Філософія». — № 4 (70), 2016. — Одеса, 2016. — С. 20–27.

265. Добролюбський А. О. Им досталось… множество денег… // Международная научно-практическая конференция «Наука, образование, культура»: посвященная 29-й годовщине Комратского государственного университета: Сборник статей / Науч. ком.: Захария С. К. (председатель) [и др.]. — Комрат: КГУ, 2020 (Tipogr. A & V Poligraf). — С. 40–45.

266. Добролюбский А. Ябу-городок на одесских берегах. // Сходознавство на межі світів та цивілізацій. Матеріали міжнародної наукової конференції, присвяченої 150-річному ювілею з дня народження Агатангела Юхимовича Кримського. — Київ: Національний педагогічний університет імені М. П. Драгоманова, 2021. — С. 42–45.

267. Добролюбский А. О., Гизер С. Н. …Мы к вечеру просто уставали смотреть… // Международная научно-практическая конференция «Наука, образование, культура»: посвященная 30-й годовщине Комратского государственного университета: Сборник статей. — Комрат: КГУ, 2021. — С. 168–173.

268. Добролюбский А. О. «Странствующие каталаны» на одесских берегах. // Международная научно-практическая конференция «Наука, образование, культура», посвященная 28-й годовщине Комратского государственного университета: Сборник статей. Том II. — Комрат, 2019. — С. 114–121.

269. Добролюбский А. О. Руины Хаджибея и подземный ход Воронцовского дворца в археологическом контексте // Подземные сооружения Одессы и Одесской области. Сборник материалов II-й научно-практической конференции 28–29 ноября 2019 г. — Одесса, 2019. — С. 5–11.

270. Добролюбський А. О. Осмислення людством історії духовного та матеріального в соціальному вимірі // «Перспективи». Соціально-політичний журнал. Серія «Філософія». — № 2 (72), 2017. — Одеса, 2017. — С. 9–14.

271. Добролюбський А. О. Ціннісні орієнтації філософії життя Вільгельма Дільтея // «Перспективи». Соціально-політичний журнал. Серія «Філософія». — № 1 (71), 2017. — Одеса, 2017. — С. 16–21.

272. Добролюбський А. О. Відображення схожості, подібності і аналогії філософської герменевтики в сучасному бутті // «Наукове пізнання». — № 2 (43), 2019. — Одеса, 2019. — С. 25–31.

273. Андрей Добролюбский, Сергей Гизер. Опыт историко-археологического исследования турецкого Измаила; Андрей Добролюбский, Сергей Гогозер, Валерий Кожокару. Сражение озера Кагул в 1574 году (историко-археологический комментарий) // Юго-запад, Одессика. Историко-краеведческий научный альманах. — Одесса: Печатный дом, 2020. — С. 32–58.

274. Добролюбский А. О. Ошибка императора Исаака // Дерибасовская—Ришельевская. Одесский альманах. — № 81. — Одесса: Пласке, 2020. — С. 37–47.

275. Добролюбский А. О. Мистерии царя Скила (философско-сексологическое расследование) // Перспективи. Соціально-політичний журнал. — № 4, 2019. — Херсон: Гельветика; Одеса: ПНПУ. — С. 139–146.

276. Добролюбский А., Смирнов И. Памятник неизвестному алану у озера Катлабух // FORUM OLBICUM IІI: до 70-річчя з дня народження В. В. Крапівіної, 4–6 травня 2020 р. Тези доповідей. — Миколаїв: НДЦ «Лукомор’є», 2020. — С. 157–158.

277. Добролюбский А. «Историческое источниковедение полно фальшивок». — Интервью журналу «Гранит науки», № 41, октябрь-2020.

278. Добролюбский А. «Я попал в какой-то другой мир». Часть 1 // Дерибасовская—Ришельевская. Одесский альманах. — № 82. — Одесса: Пласке, 2020. — С. 28–42.

279. Добролюбский А. «Я попал в какой-то другой мир». Часть 2 // Дерибасовская—Ришельевская. Одесский альманах. — № 83. — Одесса: Пласке, 2020. — С. 32–44.

280. Добролюбский А. Моя семья, мои друзья. Воспоминания М. Г. Добролюбской // Дерибасовская—Ришельевская. Одесский альманах. — № 84. — Одесса: Пласке, 2021. — С. 285–298.

281. Добролюбский А. О., Смирнов И. А. «…Что тут хан имел в виду…»? // Стародавнє Причорномор’я. — ХІІІ. — Одеса: ОНУ, 2021. — С. 150–158.

282. Добролюбський А., Смирнов І. Пам’ятник невідомому алану поблизу озера Катлабух // Eminak, 2021. — 1 (33). — С. 308–317.

283. Добролюбский А. Почему «пуп мира» на Жеваховой горе в Одессе никому не нужен? // Интервью журналу «Гранит науки», 03.05.2021.

284. Добролюбский А. «Будь счастлив!». Часть 1 // Дерибасовская—Ришельевская. Одесский альманах. — № 85. — Одесса: Пласке, 2021. — С. 59–73.

285. Добролюбский А. «Будь счастлив!». Часть 2 // Дерибасовская—Ришельевская. Одесский альманах. — № 86. — Одесса: Пласке, 2021. — С. 36–50.

286. Добролюбский А. О., Пронин К. К., Баранецкий А. Г. Подземная археология Одессы // Подземные пространства Одессы и Одесской области: сборник материалов III научно-практической конференции. — Одесса. 2021. — С. 4–9.

287. Добролюбский А. Мир гарпий и каллипидов // Дерибасовская—Ришельевская. Одесский альманах. — № 88. — Одесса: Пласке, 2022. — С. 16–30.

288. Добролюбский А. О. Мятежные эмиры «Мамаевой орды» // Культурні та цивілізаційні зв’язки між Європою та Сходом. Матеріали міжнародної наукової конференції, присвяченої 103-річному ювілею з дня народження Омеляна Пріцака / Упорядник д. і. н. Я. В. Пилипчук. Київ: Національний педагогічний університет імені М. П. Драгоманова, 2022. — С. 52–57.

289. Добролюбский А. «…Татары с неистовым рвением начали бой…» // Международная научно-практическая конференция «Наука. Образование. Культура» : 31-я годовщина Комратского государственного университета: Сб. статей. — Комрат: КГУ, 2022 (A & V Poligraf). — Т. 3: Филология. История и философия. Культура и искусство. — С. 263–269.

290. Добролюбский А. «Хан Абдаллах, да продлится его правление» // Дерибасовская—Ришельевская. Одесский альманах. — № 89. — Одесса: Пласке, 2022. — С. 34–45.

## Награды
- За значительный личный вклад в развитие науки награждён «Почетной грамотой» Одесской областной государственной администрации (1998).

- Нагрудный знак «Отличник образования Украины» (1999)

- Знак «За научные достижения» Министерства образования и науки Украины (2009)

- Награждён «Почетной грамотой» Одесского городского совета за «значительный личный вклад в дело сохранения исторического и культурного наследия г. Одессы» (2013).